# Limburg an der Lahn
Limburg an der Lahn este un oraș din landul Hessa, Germania.

## Istoric
- Dieceza de Limburg

## Galerie de imagini

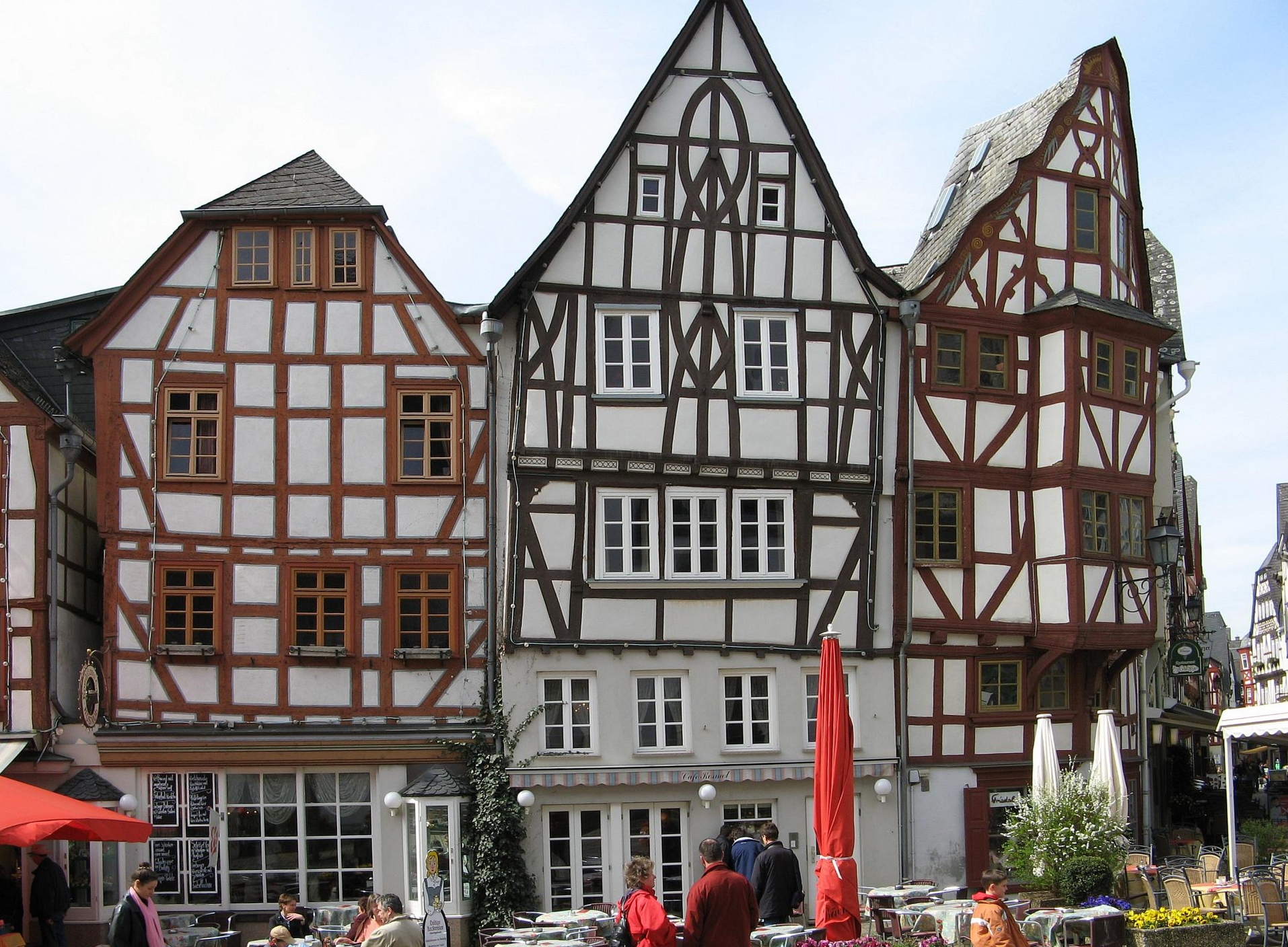
Case tradiţionale din oraşul vechi